# Badri Latif
Badri Latif (Berlín, 2 de julio de 1977) es una exjugadora alemana de hockey sobre césped.

## Trayectoria
Latif disputó unos Juegos Olímpicos, por primera vez, en la edición de Atenas 2004. En el torneo eliminó en semifinales a China, venció a Países Bajos en la final y ganó el oro olímpico para su selección.